# すべては海になる
『すべては海になる』（すべてはうみになる）は、山田あかねによる2005年の小説。

## 映画
2010年に公開。原作者の山田あかねが監督・脚本を務めた。主演は佐藤江梨子と柳楽優弥。
キャッチコピーは『手をつないだくらいで、つながったなんて思いたくない…。』

### キャスト
- 千野夏樹：佐藤江梨子
- 大高光治：柳楽優弥
- 鹿島慶太：要潤
- 椚しず子：吉高由里子
- 大高より子：渡辺真起子
- 大高洋治：白井晃
- 蓮沼守夫：松重豊
- ゆか：藤井美菜
- 小島小鳥：安藤サクラ
- 江古田としこ：猫背椿
- 野原コイーヌ：村上淳
- 森岡龍
- 広瀬アリス
- 安藤玉恵
- 梅野泰靖
- 鈴木福

## 書誌情報
- 単行本
  - 小学館、2005年11月、ISBN 978-4093861571
- 文庫本
  - 小学館文庫、2009年11月、ISBN 978-4094084283